# دومنیکو گیرلاندایو
دومنیکو گرلاندایو (ایتالیایی: Domenico Ghirlandaio؛ ۱۴۴۹ – ۱۱ ژانویهٔ ۱۴۹۴) یک نقاش اهل ایتالیا بود.

## گزیده آثار
- ستایش چوپانان
- پاپ گریگوری و خبر مرگ سانتا فینا - ۱۴۷۷
- تایید قانون فرانسیسکن
- فرشته زکریا
- ملاقات با خانواده -۱۴۹۱
- پرتره یک مرد

## نگارخانه

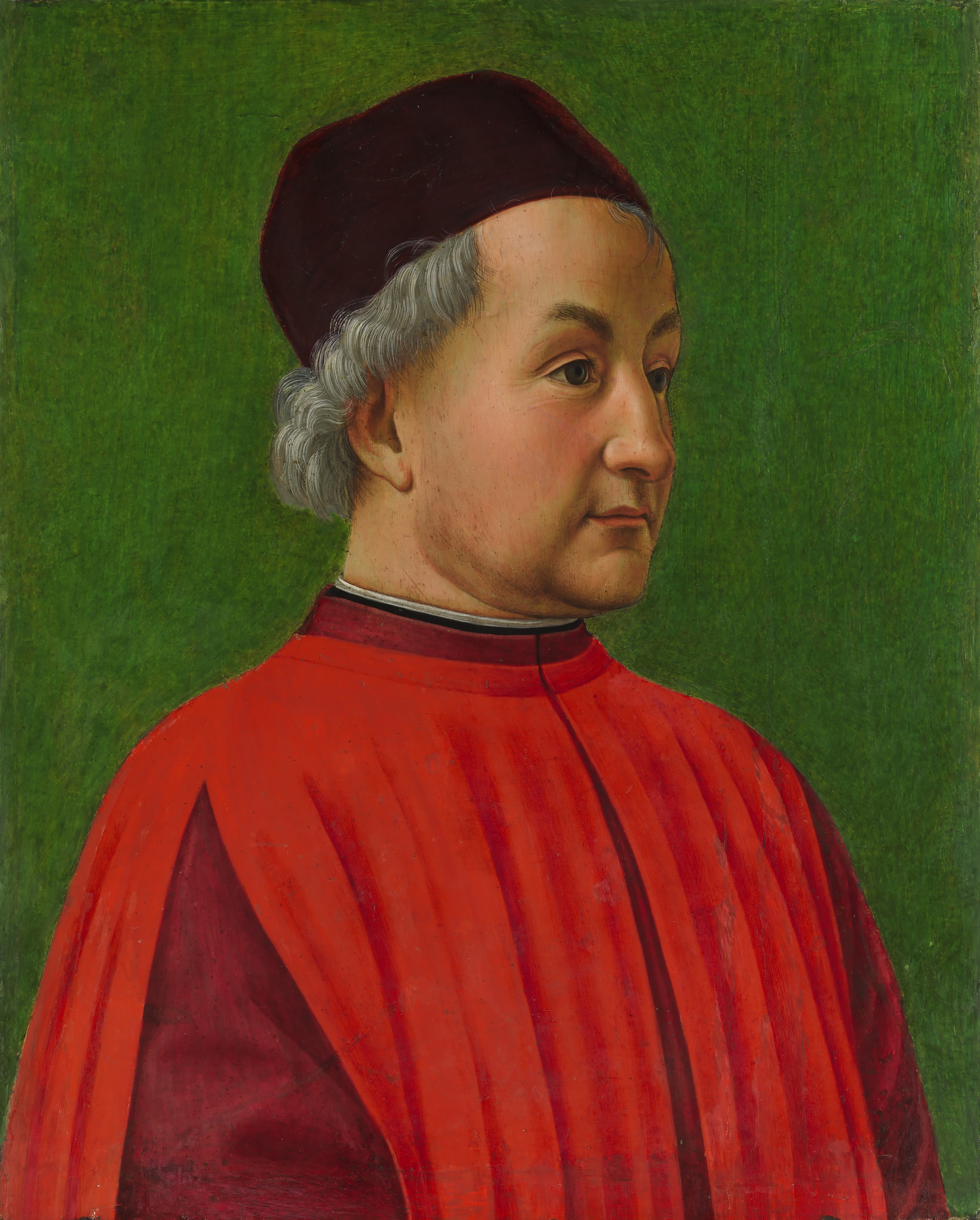
پُرترهٔ یک مرد حوالی ۱۴۷۷-۷۸ م. موزه متروپولیتن نیویورک
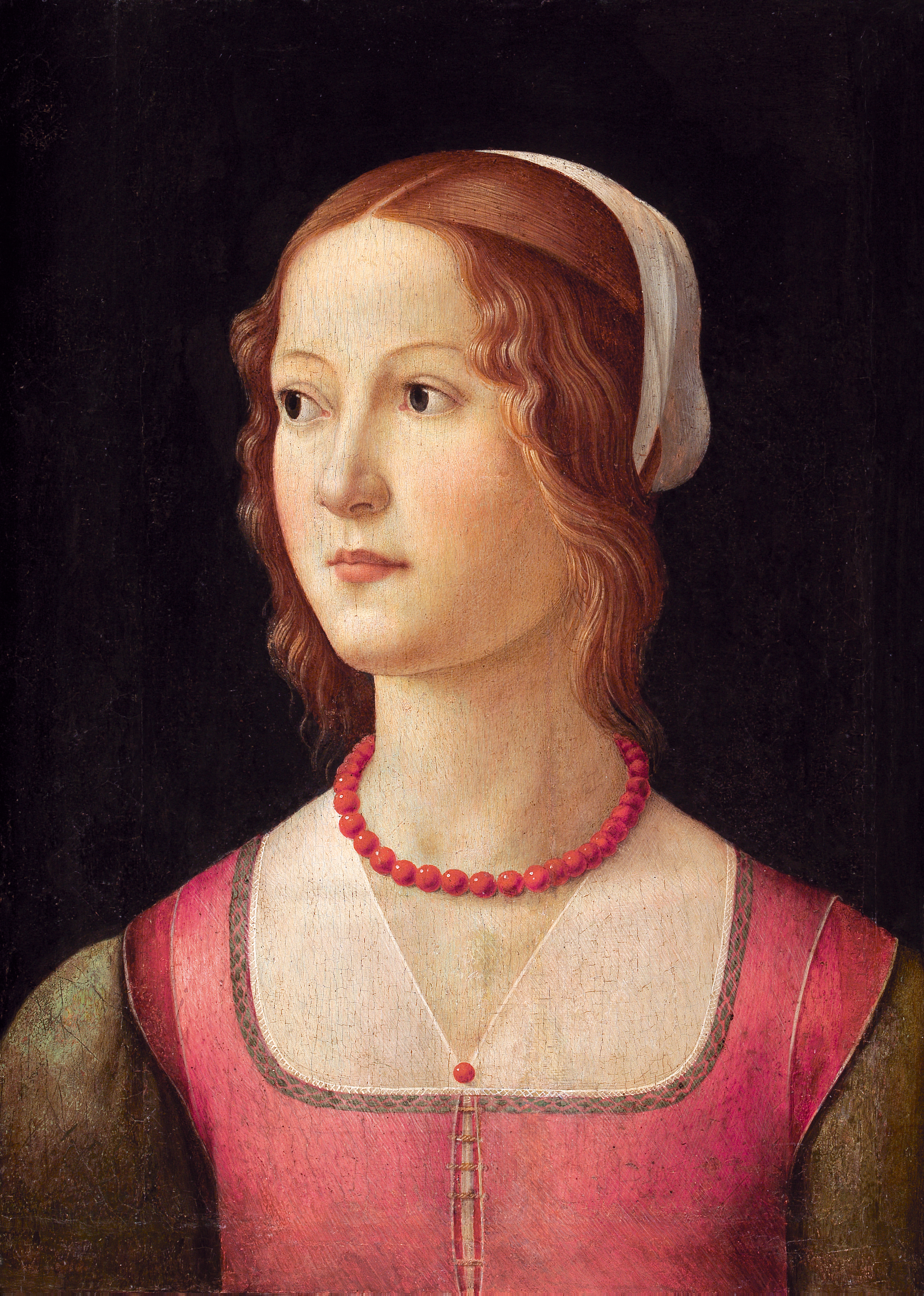
پُرترهٔ دختر جوان
نیمهٔ دوم سدهٔ ۱۵ میلادی
موزه کالوست گلبنکیان